# Dubbeldäckare (musikinstrument)

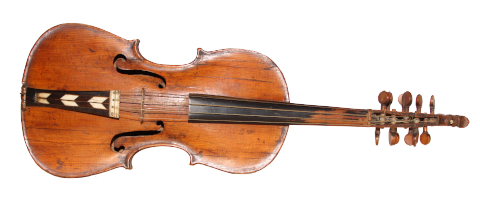
Dubbeldäckare byggd av Hans Severin Nyborg

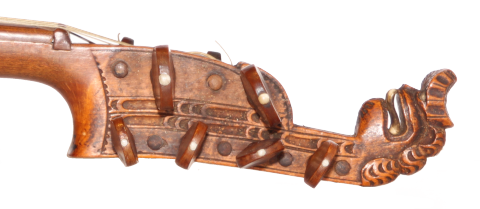
Skruvlåda med lejonhuvud på dubbeldäckare byggd av Hans Severin Nyborg

Dubbeldäckare eller Dubbelplansfiol är ett nutida och vardagligt namn på den dominerande varianten av bevarade svenska fioler med resonanssträngar, vad de kallades när de började byggas på 1700-talet är inte känt. Den svenske musikinstrumentsamlaren Daniel Fryklund skriver 1921 att "I Sverige ha av författaren anträffats flera violini d'amore av en egendomlig typ med 4 spel- och 8 resonanssträngar, vilka senare upptill äro fästade i små skruvar, som äro placerade bakom de större spelsträngsskruvarna i den bakåt utvidgade skruvlådan. En sådan anordning av skruvarna har icke av författaren observerats på någon annan violin". Fryklund antyder alltså att det är en specifik instrumenttyp som är typisk för Sverige men eftersom han bara har observerat fem instrument konstaterar han inte att det är en egen typ utan benämner instrumenten med det mer ospecifika namnet violino d'amore. Idag har fler exemplar hittats och av totalt 27 bevarade svenska fioler med resonanssträngar är 23 dubbeldäckare. Dessutom är tre av de fyra bevarade instrumenten som inte är dubbeldäckare byggda under 1900-talet, medan den stora majoriteten av dubbeldäckarna med känt ursprung är byggda under 1700-talet vilket tyder på att dubbeldäckarna är både tidigare och mer dominerande än andra svenska fioler med resonanssträngar.

## Kännetecken
Dubbeldäckaren kännetecknas av:
- Skruvlåda i två rader eller våningar med resonanssträngsskruvarna i den nedre eller bakre raden.
- 4, 6 eller 8 resonanssträngar där en stor majoritet av bevarade instrument har 8 resonanssträngar.
- En typisk rundad form runt A-strängsskruven i den övre eller främre raden.
- Lejonhuvuden istället för snäcka även om vanlig snäcka eller manshuvud förekommer i vissa fall
- En löstagbar greppbräda som kan fästas i halsen genom att skjuta in den i ett konisk spår i halsen.
- Intarsia på kanter, greppbräda och stränghållare är vanligt. Mest typisk inläggningar av parallellogramformade bitar av ben eller horn som bildar ett tulpanformat mönster.
- Resonanssträngarna är fästa på små metallstift bredvid stränghållarknappen snarare än i stränghållaren (vilket är fallet för hardingfelor).

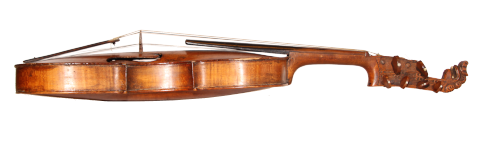
Dubbeldäckare byggd av Hans Severin Nyborg

## Historia
9 av de 27 bevarade dubbeldäckarna (ursprunget till ytterligare 9 är okänt) härstammar från ett kluster av violinmakare i nordvästra Skåne. De två första instrumentmakarna i detta kluster är Arwit Rönnegren och Johan Georg Mothe som tjänstgjorde i den svenska armén under det Stora nordiska kriget och kom att bli som krigsfångar i Ryssland i 14 år efter slaget vid Poltava. Mothe kom ursprungligen från Dresden i Tyskland men följde med Rönnegren till Ängelholm efter att ha blivit frigiven i maj 1722. När Mothe ansökte om burskap i Ängelholm 1723 använde han Rönnegren som vittne och Mothe hävdade att han hade lärt sig fiolbyggarkonsten under sina år som krigsfånge och att han ville utöva detta yrke i sin nya hemstad. Sannolikt har den som lärt ut fiolbyggarkonsten till Mothe och förmodligen Rönnegren också varit krigsfånge och eftersom bådas instrument har vissa likheter med nordtyska instrument från samma period kan läraren härstammat från norra Tyskland, vilket många i Karl XII:s armé gjorde. Det är inte omöjligt att dubbeldäckare har byggts i Tyskland men då inga sådana fynd finns kan det lika gärna vara en idé från Mothe eller Rönnegren. Dubbeldäckare är bland de vanligaste instrumenttyperna bevarade efter både Mothe och Rönnegren och det finns även bevarade dubbeldäckare byggda av en lärling till Mothes son. Troligtvis har Mothes son och barnbarn och andra lärlingar på Mothe-verkstaden byggt dubbeldäckare även om det inte finns några instrument bevarade.
Även om dubbeldäckarna i mångt och mycket fallit i glömska har de inte varit helt okända, sedan länge har det funnits två dubbeldäckare i Scenkonstmuseets samlingar i Stockholm och instrumentsamlaren Daniel Fryklund hade också ett instrument och skriver om dessa i en av sina publikationer. Anne Nilsson nämner kort en dubbeldäckare byggd av Hans Severin Nyborg vilket även Bengt Nilsson gör i sina respektive verk om svenska fiolmakare men båda dessa författares verk saknar uppgifter dubbeldäckarna gjorda av Mothe och Rönnegren. I ett tidigare verk om svenska violin- och instrumentmakare nämns en fiol av Mothe som misstänks ha haft resonanssträngar men missar helt Rönnegren och Hans Severin Nyborg. Det är inte förrän nyligen som det framkommit att det finns mer än 20 bevarade instrument av dubbeldäckartyp och hur dominerande denna modell är bland svenska fioler med resonanssträngar.

## Användningsområden
Det är inte känt till vem dubbeldäckarna först byggdes men på grund av den rika utsmyckningen och den ambitiösa designen har det föreslagits att de ursprungliga kunderna fanns bland de många adelsfamiljerna i Skåne. Det finns bara två bevarade dubbeldäckare byggda på 1800-talet, vilket tyder på att tillverkningen av dessa instrument minskade och senare upphörde. Möjligen fick dubbeldäckarna senare andra användare bland allmogen. Folklivsforskaren Carl Erik Södling skriver 1882 att användningen av fioler med resonanssträngar var populärt bland "folkspelmännen" och i hans verk finns en bild av en dubbeldäckare som han hittat under en av sina resor på den svenska landsbygden. Det finns även andra berättelser om spelmän på landsbygden som ska ha haft fioler med resonanssträngar och en dubbeldäckare ägdes av spelmannen Edvin Karlsson (1896-1990) i Berg norr om Växjö.
En handfull nya dubbeldäckare byggdes under 1980-talet och ännu fler rekonstruerade instrument har tillkommit efter millennieskiftet.